# Sh2-94
Sh2-94 è una tenue nebulosa a emissione visibile nella costellazione del Cigno.
Si individua circa 2° a nord della famosa doppia ottica Albireo, una stella di terza magnitudine visibile anche dai centri urbani; appare come un filamento nebuloso molto debole, al punto che può essere ripresa solo tramite foto a lunga esposizione attraverso apparecchi molto sensibili e dotati di filtri. Il periodo migliore per la sua osservazione nel cielo serale va da giugno a dicembre, specialmente dalle regioni boreali.
Sh2-94 costituisce uno dei filamenti settentrionali del resto di supernova G65.2+5.7, situato a circa 800 parsec (2600 anni luce) dal sistema solare in una regione galattica ricca di dense nubi molecolari, su cui spicca la grande Fenditura del Cigno; la stella progenitrice esplosa come supernova si trovava a circa 80 parsec a nord rispetto al piano galattico e ha generato una superbolla estesa per circa 180 parsec. Secondo gli studi effettuati sulla velocità di espansione della superbolla, l'esplosione sarebbe avvenuta circa 300.000 anni fa; altri studi che prendono in considerazione le osservazioni condotte ai raggi X dal satellite ROSAT hanno indicato un'età molto inferiore, pari a circa 28.000 anni.